# Remus von Woyrsch
Martin Wilhelm Remus von Woyrsch (4 de febrero de 1847 - 6 de agosto de 1920) fue un mariscal de campo prusiano, miembro de la Cámara Alta prusiana entre 1908 y 1918.

## Familia

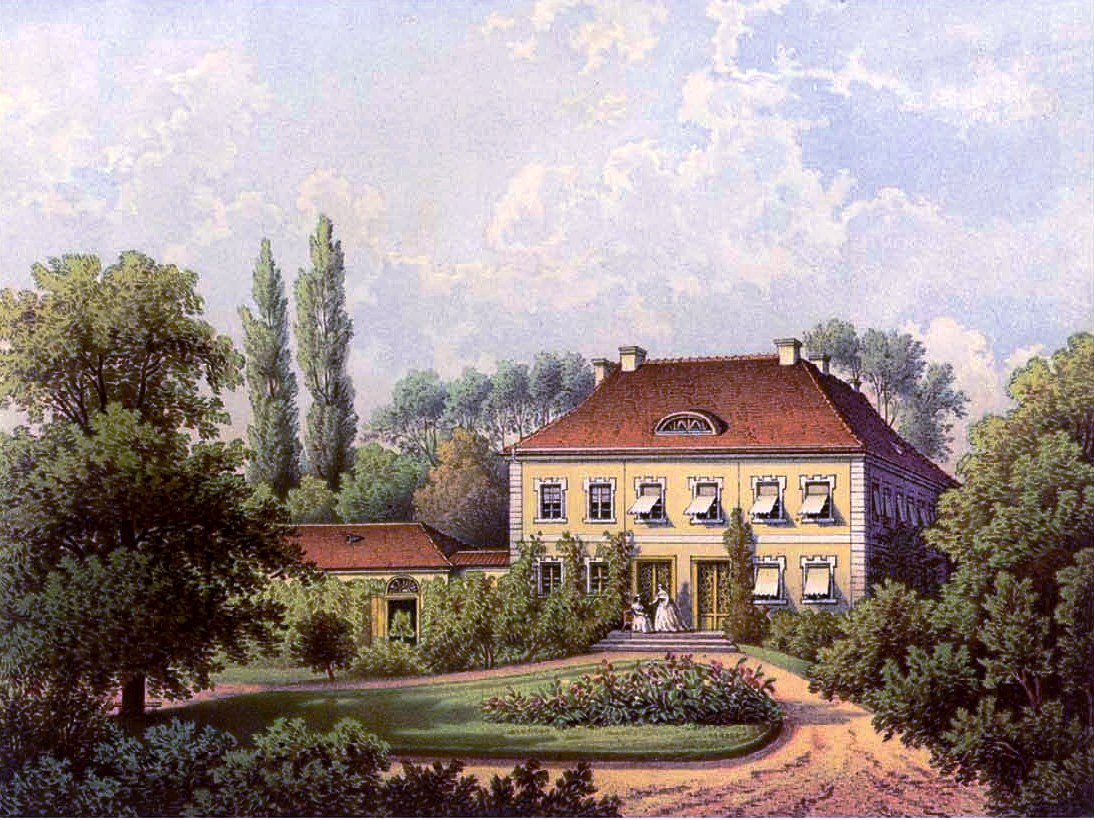
Castillo de Pilsnitz en 1860 (colección de Alexander Duncker).

Remus von Woyrsch nació en la finca de Pilsnitz (Pilczyce, ahora parte de Fabryczna) cerca de Breslau (Wrocław) en la Silesia Prusiana. Provenía de una familia de la baja nobleza, primero de Bohemia Meridional y después, a partir de c. 1500 de Troppau (Opava) en la Silesia Morava. Contrajo matrimonio con Thekla von Massow (1854-1943) de Prusia Oriental, el 26 de septiembre de 1873 en Potsdam, Brandeburgo. Ella era la hija del guardabosques real prusiano Hermann von Massow.
Su sobrino Udo von Woyrsch (1895-1983) fue un SS Obergruppenführer.

## Carrera
Después de terminar la escuela secundaria en Breslau, Woyrsch se unió al 1.º Regimiento de Granaderos de Potsdam el 5 de abril de 1866. Sirvió en la batalla de Königgrätz in 1866. Más tarde luchó en la Guerra franco-prusiana de 1870-71 donde fue herido aunque consiguió la cruz de hierro. En 1901 fue promovido a comandante de división. Se retiró en 1911 pero fue reactivado en agosto de 1914 al mando de un Cuerpo Landwehr y rápidamente fue enviado en ayuda del Ejército austrohúngaro en combate en Polonia. Ascendió hasta el Vístula, y después reforzó el ala izquierda del Ejército austrohúngaro a las órdenes del general Viktor Dankl von Krasnik. En los tres días de la batalla contra el Ejército imperial ruso Woyrsch cubrió la retirada de los austriacos con su cuerpo Landwehrkanal. Un periódico de San Petersburgo escribió: "Solo la actividad de un pequeño grupo de tropas Landwehr prusiano en esta batalla evitó la completa destrucción del ejército austríaco". Más tarde fue incluido en el 9.º Ejército de Paul von Hindenburg. En julio de 1915 estuvo envuelto en la batalla de penetración de Sienno, en las cercanías de Wongrowitz (Wągrowiec). En 1916 ayudóp a repeler la ofensiva Brusilov rusa y en 1917 fue ascendido a Generalfeldmarschall.
En 1920 Woyrsch se retiró del servicio a su finca familiar en el castillo de Pilsnitz, en las cercanías de Breslau. Después de su muerte el famoso escultor silesio Paul Ondrusch creó una escultura de madera de Woyrsch para decorar la sala principal del ayuntamiento de Leobschütz (Głubczyce). Woyrsch fue retratado como caballero llevando abrigo y un malla de cadenas, con sus manos sobre una larga espada apoyada en el suelo.

## Honores
- Ehrenbürger (ciudadano honorario) de Breslau
- Ehrenbürger (ciudadano honorario) de Neisse
- Doctorado honorario de la Facultad de Filosofía

## Condecoraciones
- Cruz de Hierro (1871)
- Orden del Águila Negra
- Orden de San Juan (Johanniterorden)
- Pour le Mérite el 25 de octubre de 1914